# Płuco tchawkowe
Płuco tchawkowe, tchawka płucna − narząd oddechowy wijów z rzędu przetarcznikokształtnych.
Narząd ten ma kształt nerkowaty. Rozpoczyna się, zlokalizowaną na grzbietowej stronie części segmentów przetchlinką, która prowadzi do atrium. Z atrium odchodzi kilkaset (ok. 600) wielokrotnie rozgałęziających się tchawek. Organ ten połączony jest sercem.